# Ami Yuasa
Ami Yuasa, ofta benämnd Ami, född 11 december 1998, är en japansk dansare specialiserad inom breakdance.

## Karriär
Ami Yuasa har tagit två VM-guld (2019 och 2022) i breakdance. Hon har även ett VM-silver från 2021. Vid OS 2024 tog hon guld i breaking.